# Vitex milnei
Vitex milnei là một loài thực vật có hoa trong họ Hoa môi. Loài này được W.Piep. miêu tả khoa học đầu tiên năm 1928.